# Championnats du monde de cyclisme sur route 1937
Navigation
Berne 1936 Valkenburg 1938
Les championnats du monde de cyclisme sur route 1937 ont eu lieu le 23 août 1937 à Copenhague au Danemark.

## Résultats
| Épreuves :                          | Or                       | Or              | Argent                  | Argent | Bronze                   | Bronze |
| Professionnels                      |                          |                 |                         |        |                          |        |
| Hommes - course en ligne            | Éloi Meulenberg Belgique | 7 h 59 min 48 s | Emil Kijewski Allemagne | m.t.   | Paul Egli Suisse         | m.t.   |
| Amateurs                            |                          |                 |                         |        |                          |        |
| Hommes - amateurs - course en ligne | Adolfo Leoni Italie      | -               | Frode Sørensen Danemark | -      | Fritz Scheller Allemagne | -      |

## Tableau des médailles
| Rang  | Nation    | Or | Argent | Bronze | Total |
| ----- | --------- | -- | ------ | ------ | ----- |
| 1     | Belgique  | 1  | 0      | 0      | 1     |
| 1     | Italie    | 1  | 0      | 0      | 1     |
| 3     | Allemagne | 0  | 1      | 1      | 2     |
| 4     | Danemark  | 0  | 1      | 0      | 1     |
| 5     | Suisse    | 0  | 0      | 1      | 1     |
| Total | Total     | 2  | 2      | 2      | 6     |